# Icaridion
Icaridion (лат.) — род двукрылых из семейства целопиды.

## Описание
Лицо не сильно сужено внизу. Лицевой бугорок тусклый, перламутровый. Щёки покрыты многочисленными волосками и с одной или несколькими щетинками или заметно более крупными волосками спереди. Грудь незначительно вдавлена. Щиток округлый. Крылья редуцированы (Icaridion nasutum) или развиты. Голени задних ног с одной концевой вентральной шпорой. Коготки лапок сжаты и сильно изогнуты.

## Биология
Вид Icaridion nasutum обнаружен на гниющих бурых водорослях рода Durvillea, на скалах, в пещерах, в гнёздах красноногой чайки и колониях пингвинов. Поражаются энтомопатогенными грибами Stigmatomyces australis их порядка Laboulbeniales.

## Классификация
Род и все виды, входящие в него, были описаны Чарлзом Ламбом в 1909 году. Первоначально он поместил в него только один бескрылый вид Icaridion nasutum. Внешне наиболее сходными родами являются Coelopella и Arnma.
- Icaridion nasutum Lamb, 1909
- Icaridion nigrifrons (Lamb, 1909)
- Icaridion debile  (Lamb, 1909)

## Распространение
Представители рода встречаются только на океанических островах Тихого океана, принадлежащих Австралии (Маккуори) и Новой Зеландии (Кэмпбелл, острова Окленд, острова Антиподов).